# Ptahmose (chaty de Amenofis III)
| p · t | H | ms | S29 | A1 |

| p · t | H | ms | S29 | A1 |

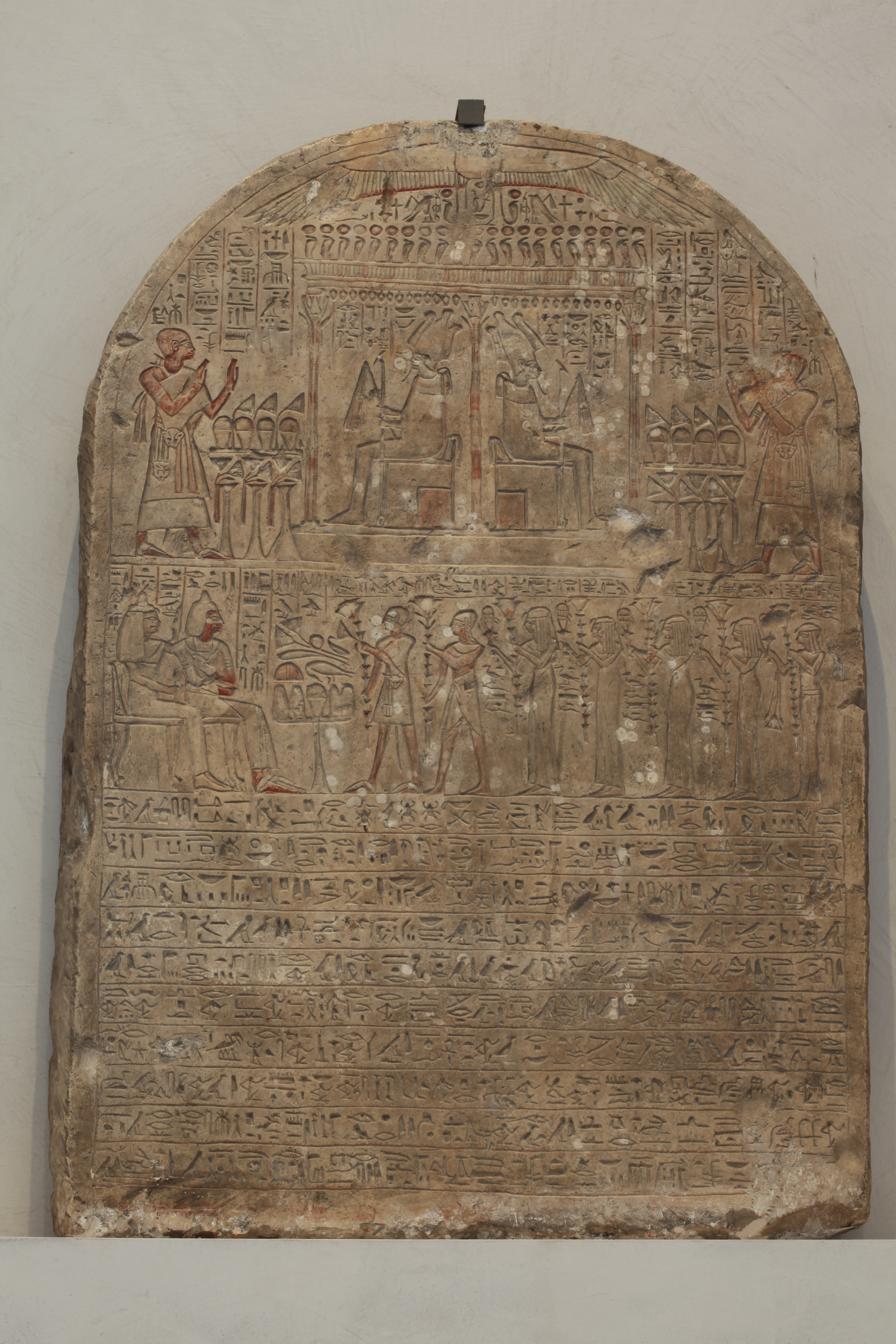
Estela de Ptahmose, sumo sacerdote de Amón

Ptahmose (‘el que nació de Ptah’) fue chaty del Alto Egipto, gobernador de Tebas y sumo sacerdote de Amón, uno de los hombres más poderosos durante el reinado de Amenofis III, faraón de la dinastía XVIII.
No se conoce la fecha en que ejerció su cargo, hay dudas sobre en qué época del reinado fue, aunque se sabe Ramose, le sucedió como gobernante de sur cuando aún reinaba Amenhotep y no existen registros con su nombre de fecha posterior al año 28 de reinado.

## Testimonios de su época
Una estela encontrada por Drovetti en 1824 y conservada en el Museo de Bellas Artes de Lyon con la referencia H 1376 proporciona valiosa información sobre la carrera de Ptahmose. En primer lugar, la estela fue erigida durante el reinado de Amenhotep III, ya que un cartucho con su nombre figura en ella. También ayuda a saber quién era este personaje, que acumulaba los cargos de Chaty, Gobernador de Tebas, Sumo sacerdote de Amón, Cabeza de todos los sacerdotes del Alto y el Bajo Egipto y Portador del Abanico a la derecha del Rey. El título de Supervisor de los trabajos del Rey que también ostenta indica que llevó a cabo la construcción de proyecto importantes.
Aunque se desconoce su origen, la estela posiblemente fue ofrecida por la familia de Ptahmose como ex-voto en Abidos. Esto se desprende del texto de tipo laudatorio, que incluye fórmulas dirigidas a Osiris y el deseo de que Ptahmose pueda disfrutar de las ofrendas hechas al dios en su templo, lo que favorece la interpretación de que el destino del monumento era ser colocado en un santuario y no en la tumba del chaty. Ptahmose había fallecido cuando se hizo la estela, ya que es calificado como justificado de voz y representado con el shenep de rodillas ante Osiris. Ptahmose se dirige al lector con una serie de fórmulas al estilo de la confesión negativa, fórmulas que son las clásicas utilizadas por los difuntos para presentarse ante los dioses. El texto precisa particularmente que la construcción de la tumba del dignatario se hizo a expensas del faraón, y que se le unió en su monumento funerario de la ciudad de la eternidad, su lugar de residencia permanente.
Un largo párrafo en la estela ofrece datos biográficos, y sus siete hijos están representados entregándole ofrendas funerarias. Informa que la esposa se llamaba Apeny y que vivía en el momento de la construcción de la columna, ya que su nombre y su título no están seguidos por el adjetivo justificado. Sus hijos varones fueron Tutmosis, primer profeta de Horus y Huy, cuyos títulos y funciones no se especifican. Las mujeres se llamaban Nefertari, Mutemuia, Hemitneter, Mutnefert y una segunda Nefertari, las cinco eran músicas en el templo de Amón. Es probable que Huy y la segunda Nefertari fueran aun niños o adolescentes en ese momento, lo que explicaría la ausencia de títulos para el primero y la representación como casadera de la segunda.
También existe dos figuras de Ptahmose en Florencia: una de ellas, esculpida en cuarzo, es una estatua cúbica de cerca de un metro, que le representa en cuclillas, vestido con el shenep y con los brazos sobre las rodillas, sosteniendo en la mano izquierda la pluma de Maat y un bastón con la cabeza de Anubis.
La otra estatua es de granito y la encontró Rosellini en Tebas en 1829. Le representa de rodillas, vestido con el shenti y sujetando entre sus manos un pilar con inscripciones.
En el Metropolitan Museum de Nueva York se conservan conos funerarios de un dignatario llamado Ptahmose, con la inscripción sumo sacerdote de Amón y Supervisor del Tesoro, pero probablemente no se refieran a este chaty porque mencionan al buen dios Neb-Pehty-Ra (Ahmose), que reinó entre 1550 y 1525 a. C., unos 150 años antes.
Otros dos conos funerarios encontrados en Dra Abu el-Naga (Luxor) podrían referirse a Ptahmose, dos llevan la inscripción El venerado delante de Osiris, portador del sello, supervisor de la ciudad, chaty y sumo sacerdote de Amón, Ptahmose, justificado de voz  y el otro El venerado delante de Osiris, portador del sello del bit, supervisor de la ciudad, chaty ysumo sacerdote de Amón, Ptahmose (Davies y Macadam, números 146 y 179).

### Citas
1. ↑  O'Connor y Cline: op. cit., pp. 116 y 194.
2. ↑  Estela de Ptahmose en el Museo de Bellas Artes de Lyon. (en francés).
3. ↑  Statua di Ptahmose nº 1790, en Statuaria egizia, pág. 3.
4. ↑  Statua di Ptahmose  nº 1791, en Statuaria egizia, pp. 3 y 4.
5. ↑  Hayes: op. cit., pág. 27.
6. ↑  Galán, José Manuel: op.cit., pp. 168 y 170.